# Новопокровка (Красноармейский район)
В Анучинском районе Приморья тоже есть село Новопокровка.
Новопокро́вка — село в России, районный центр Красноармейского района Приморского края, административный центр Новопокровского сельского поселения.

## География
Село Новопокровка стоит на левом берегу реки Большая Уссурка.
Автомобильная дорога к селу Новопокровка идёт на восток от Дальнереченска и от автотрассы «Уссури» через сёла Речное и Звенигородку Дальнереченского района и через сёла Гоголевка, Вербовка, Лукьяновка и Гончаровка Красноармейского района.
Расстояние до Дальнереченска около 70 км, до Владивостока около 481 км.
От Новопокровки на восток идёт дорога к сёлам Таборово и Рощино, на юг — к селу Ромны. На правом берегу Большой Уссурки напротив Новопокровки находится село Новокрещенка.

## История
Основано в 1903 году как село Котельное.

## Население
| 1915  | 1939  | 1959  | 1970  | 1979  | 1989  | 2002  |
| ----- | ----- | ----- | ----- | ----- | ----- | ----- |
| 789   | ↗1954 | ↗2628 | ↗3372 | ↗3501 | ↗4394 | ↘4042 |
| 2010  | 2021  |       |       |       |       |       |
| ↘3646 | ↘3095 |       |       |       |       |       |

Национальный состав Новопокровки по данным переписи населения 1939 года: русские — 53,1% или 1 037 чел., украинцы — 43,6% или 852 чел.
Население по переписи 2002 года составило 4042 человек, из которых 48,9 % мужчин и 51,1 % женщин.
Культурно развитое село. Имеется порядка 20 магазинов, три ресторана, торговые центры.

## Климат
- Среднегодовая температура воздуха — 3,0 градуса
- Относительная влажность воздуха — 66,2 %
- Средняя скорость ветра — 3,3 м/с

| Показатель              | Янв.  | Фев.  | Март | Апр. | Май  | Июнь | Июль | Авг. | Сен. | Окт. | Нояб. | Дек. | Год |
| ----------------------- | ----- | ----- | ---- | ---- | ---- | ---- | ---- | ---- | ---- | ---- | ----- | ---- | --- |
| Средняя температура, °C | −16,9 | −13,8 | −6,5 | 4,1  | 11,2 | 16,7 | 19,9 | 19,7 | 13,9 | 5,7  | −4,5  | −14  | 3,0 |
| Источник: RETScreen     |       |       |      |      |      |      |      |      |      |      |       |      |     |